# Veterná Poruba
Veterná Poruba (ungarisch Szélporuba, älter Szélesporuba) ist eine Gemeinde im Norden der Slowakei mit 362 Einwohnern (Stand 31. Dezember 2024), die zum Okres Liptovský Mikuláš, einem Teil des Žilinský kraj, gehört und zur traditionellen Landschaft Liptau gezählt wird.

## Geographie
Die Gemeinde befindet sich im Mittelteil des Talkessels Liptovská kotlina (Teil der größeren Podtatranská kotlina) unterhalb der Westtatra, auf einem Bergrücken zwischen den Bächen Okoličianka und Stošianka, beide im Einzugsgebiet der Waag. Das Ortszentrum liegt auf einer Höhe von 820 m n.m. und ist acht Kilometer von Liptovský Mikuláš entfernt.
Nachbargemeinden sind Žiar im Norden, Liptovský Mikuláš (Katastralgemeinde Svätý Štefan) im Nordosten, Liptovský Ondrej im Osten, Liptovský Mikuláš (Stadtteil Okoličné) im Süden und Smrečany im Westen.

## Geschichte
Veterná Poruba wurde zum ersten Mal 1353 als Poruba schriftlich erwähnt und entstand durch Kolonisierung auf Ländereien der Familie Okolicsányi, die bis 1848 Besitzer des Dorfes war. 1715 wohnten 16 Steuerpflichtige im Ort, 1784 hatte die Ortschaft 40 Häuser und 302 Einwohner, 1828 zählte man 37 Häuser und 336 Einwohner, die als Landwirte und Waldarbeiter beschäftigt waren.
Bis 1918 gehörte der im Komitat Liptau liegende Ort zum Königreich Ungarn und kam danach zur Tschechoslowakei und schließlich zur Slowakei.
Der Ortsname lässt sich als „Windige Hau“ frei übersetzen, wobei das Wort Poruba auf eine Rodung hinweist.
Unweit von Veterná Poruba liegt das ehemalige Dorf Svätý Štefan, das zum ersten Mal 1272 erwähnt wurde und seinen Namen nach dem Patrozinium der dortigen Kirche erhielt. 1719 wurde das Dorf nach einer Naturkatastrophe aufgegeben.

## Bevölkerung
| Jahr                | 1994 | 2004    | 2014    | 2024    |
| ------------------- | ---- | ------- | ------- | ------- |
| Anzahl der Personen | 360  | 350     | 372     | 362     |
| Unterschied         |      | −2,77 % | +6,28 % | −2,68 % |

| Jahr                | 2023 | 2024    |
| ------------------- | ---- | ------- |
| Anzahl der Personen | 370  | 362     |
| Unterschied         |      | −2,16 % |

Nach der Volkszählung 2011 wohnten in Veterná Poruba 374 Einwohner, davon 343 Slowaken und ein Russine. 30 Einwohner machten keine Angabe zur Ethnie.
242 Einwohner bekannten sich zur Evangelischen Kirche A. B., 61 Einwohner zur römisch-katholischen Kirche, drei Einwohner zur evangelisch-methodistischen Kirche, zwei Einwohner zur griechisch-katholischen Kirche und ein Einwohner zu den Siebenten-Tags-Adventisten; ein Einwohner bekannte sich zu einer anderen Konfession. 30 Einwohner waren konfessionslos und bei 32 Einwohnern wurde die Konfession nicht ermittelt.

## Bauwerke und Denkmäler
- Glockenturm aus dem Jahr 1853
- evangelisches Bethaus aus dem Jahr 1873